# Schottische Faltohrkatze
Die Schottische Faltohrkatze (Scottish Fold) ist eine Kurzhaarkatze, deren Hauptmerkmal nach vorne gefaltete Ohren sind. Dieses Merkmal ist das Ergebnis einer stabilen und vererbbaren Mutation. Die Katzenrasse Scottish Fold entstand durch züchterische Bemühungen ab Anfang der 1960er-Jahre in Großbritannien. Sie wird heute aufgrund der unterschiedlichen Anerkennung durch Zuchtverbände weltweit hauptsächlich in den Vereinigten Staaten gezüchtet. Die Rasse darf in Deutschland zwar weiterhin gezüchtet werden, allerdings wird vom Gutachten zur Auslegung von § 11b des Tierschutzgesetzes (Verbot von Qualzuchten) des Bundesministerium für Ernährung und Landwirtschaft ein Zuchtverbot empfohlen.

## Geschichte

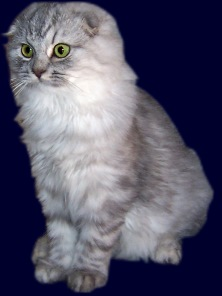
Highland Fold

Katzen mit der genetischen Anomalie „Faltohren“ wurden bereits im 19. Jahrhundert in China und zu Beginn des 20. Jahrhunderts auch in England beschrieben. Die Geschichte der Scottish Fold als Katzenrasse begann 1963 mit dem Wurf von fünf faltohrigen Kätzchen aus einer Verpaarung eines faltohrigen Katers und einer Britisch-Kurzhaar-Katze.

## Erscheinungsformen
Es gibt neben der kurzhaarigen Scottish Fold noch die halblanghaarige Variante, die Highland Fold oder Coupari genannt wird. Da die Rasse mit Britisch Kurzhaar (BKH) und Britisch Langhaar-Katzen (Highlander) verpaart wird, sind alle Farben erlaubt, die auch bei den Briten anerkannt sind.
In den Würfen fallen zirka 50 % faltohrige Kätzchen und 50 % Kätzchen mit stehenden Ohren. Diese werden dann als Scottish Straight bezeichnet und dürfen zur Zucht mit Scottish Fold eingesetzt werden. Im Aussehen gleichen die Scottish Straight den BKH, oft sind die stehenden Ohren jedoch etwas größer.

## Beschreibung
Die typischen nach vorn und unten gefalteten Ohren der Scottish Fold Katze sind erblich bedingt. Die Kätzchen werden mit normalen Ohren geboren, die nach vier Wochen aber nicht mehr in die Höhe, sondern abgeknickt nach vorne wachsen. Zusammen mit dem runden Kopf und den runden Augen gibt dieses der Katze ihren besonderen Gesichtsausdruck. Der Körper ist gedrungen mit stämmigen Beinen und einem dicken Schwanz.
Die gefalteten Ohren werden als eine unvollständige Dominante (Symbol Fd) vererbt. Diese Katze ist gewöhnlich heterozygot (Fdfd); die homozygote Katze (FdFd) trägt mit hoher Wahrscheinlichkeit einen genetischen Defekt in der Entwicklung der Epiphysenfuge, der Wachstumszone der Knochen. Dies führt zu Gelenksdeformationen und daraus resultierend zu schmerzhaften Bewegungsstörungen. Bei den heterozygoten Scottish-Fold-Katzen gibt es diese Probleme ebenso wie bei homozygoten Scottish-Fold-Katzen.

## Entstehung der Rasse
Ausgehend von dem ersten Wurf mit faltohrigen Kätzchen begann die Zuchtarbeit der Scottish Fold. Das Governing Council of the Cat Fancy (GCCF) erkannte Scottish Fold 1966 als neue Rasse an, schloss das Zuchtbuch allerdings 1971 vorläufig, da unklar war, inwieweit das Merkmal der Faltohren gesundheitliche Probleme wie Milbenbefall oder Hörprobleme begünstigt. Daraufhin verlagerte sich die Zucht der Scottish Fold in die USA. Dort wurde 1974 die Anerkennung bei der Cat Fanciers’ Association (CFA) beantragt, die 1978 erteilt wurde. Auch die TICA erkennt die Rasse an, nicht aber vorwiegend europäische Zuchtverbände wie die Fédération Internationale Féline (FIFe) oder GCCF. Heute sind die Scottish Folds vor allem in den USA beliebt, werden jedoch auch in Europa (Deutschland), Russland und Australien gezüchtet.

## Probleme bei der Zucht Schottischer Faltohrkatzen (SF)
Nach dem Auftauchen der natürlichen Mutation der Faltohren wurden bald kritische Stimmen laut, die ein Verbot der Zucht forderten, denn die gefalteten Ohren würden zu Ohrmilbenbefall und Taubheit führen. Die GCCF strich die Katze aus dem Zuchtbuch, sodass die Zucht ab 1973 in England verboten war, obwohl Taubheit in den meisten Fällen etwas mit der Fellfarbe zu tun hat (in der Tat waren die ersten SF-Katzen reinweiß) und der Ohrmilbenbefall eine Frage des Pflegezustandes ist. Paradoxerweise ist die Weiterzucht einem echten Problem zu verdanken. Eine Züchterin bemerkte bei einigen Jungtieren Skelettveränderungen (verkürzte Schwanzwirbel, verdickte Knochen). Ein Kätzchen bekam der Genetiker O. Jackson zur Untersuchung, der mit der betreffenden Katze züchtete und Inzuchtversuche betrieb. Diese moralisch und wissenschaftlich fragwürdigen Versuche wurden 1975 in einer Studie veröffentlicht, die auch heute noch unkritisch zitiert wird. Jackson fand heraus, dass sich das Fd-Gen autosomal-dominant vererbt. Er empfahl die Zucht von Faltohr- mit Geradohr-Katzen.
1974 wurde in den USA die International Scottish Fold Association ISFA gegründet, die die Zucht der SF koordiniert, die Anerkennung der SF durch die Cat Fanciers Association erfolgte wenig später.
Nachdem bekannt geworden war, dass homozygote (Fd/Fd-) Katzen besonders von Skelettabnormalitäten betroffen waren, beschloss man, durch regelmäßige Fremdeinkreuzungen die Gesundheit der SF zu stabilisieren. Heute werden besonders Britisch-Kurzhaar-Katzen zur Zucht mit Faltohrkatzen genommen, die Verpaarung von Faltohrkatzen untereinander wird unterlassen. In „Robinsons Genetics for Cat Breeders“ wird beschrieben, dass die Knochendefekte durch selektive Züchtung bei SFs stark zurückgegangen seien.
Schon allein diese Formulierung aus dem Jahr 1999 zeigt jedoch, dass es bei der Zucht von Faltohrkatzen immer schon massive gesundheitliche Probleme gab, und dass es diese Probleme trotz der selektiven Züchtung immer noch gibt – ein Umstand, der auch durch immer mehr Publikationen jüngeren Datums untermauert wird. Diese zeigen, dass die massiven Gelenkprobleme der Osteochondrodysplasie auch bei heterozygoten, also mischerbigen Tieren regelmäßig anzutreffen sind, und lassen den Ruf nach einem Verbot der Züchtung immer lauter werden.
In einer Studie von Rorden et al. wurden Radiologen gebeten, Röntgenbilder von Scottish Folds und Straights zu untersuchen. Sie kamen zu dem Ergebnis, dass sie den OCD-Schweregrad unterscheiden konnten, dieser aber weniger schwer war als in früheren Publikationen beschrieben (“Although each reviewer, on average, gave a numerically worse ‘severity score’ to folded-ear cats relative to straight-ear cats, the images in heterozygous cats showed much milder radiological signs than previously published”). Takanosu beschrieb die heterozygoten Tiere als wenig betroffen (“Symptoms in heterozygous cats are mild and do not impair the quality of life”).
Aydin überprüft in seiner Arbeit unterschiedliche Therapieansätze für die Behandlung der Osteochondrodysplasie von 11 Scottish-Fold-Katzen und bestätigt, dass auch heterozygote Tiere erkranken, wenn auch später und mit leichteren Symptomen als homozygote Tiere. Gleichzeitig hält er fest, dass die Erkrankung weder chirurgisch noch durch konservative medikamentöse Maßnahmen geheilt werden kann. Somit bedeutet jede Form von Therapie für die Katze lediglich eine temporäre Verbesserung der Lebensqualität.
Takanosu erkannte in Japan anhand von Stammbaumanalysen und Kreuzungsversuchen, dass alle von ihm beurteilten Katzen mit Scottish-Fold-Bezug und Faltohren, auch die heterozygoten, an unterschiedlichen Schweregraden von Osteochondrodysplasie erkrankten. Auch in dieser Studie erkrankten homozygote Tiere früher und stärker, heterozygote später und leichter. Hubler beschreibt eine palliative Behandlung mittels Strahlentherapie  bei einer dreijährigen SF-Katze mit Osteochondrodysplasie, die nach der Behandlung wieder weitgehend beschwerdefrei war. Chang beschreibt drei Fälle in Südkorea und empfiehlt chondroprotective Substanzen wie Glucosamin und Chondroitin-Sulfat gegen Arthritis und Gelenkschmerzen der Tiere. Malik schildert sechs Fälle in einer australischen SF-Cattery, die 14 Monate bis 6 Jahre alt waren und alle Skelettabnormalitäten aufwiesen. Jedoch waren die meisten Tiere hier miteinander verwandt. Zudem ist der Tierbestand in Australien so klein, dass Inzuchtfälle oder unzulässige Verpaarungen eine Rolle spielen dürften. Auf einer Genetikkonferenz 2000 riefen seine Ergebnisse Widerspruch hervor.
Obwohl die GCCF und die Federation International Feline aufgrund der Knochendefekte weiterhin die Registrierung als Rasse verweigern, ist sie dennoch äußerst populär.

### Osteochondrodysplasie der Schottischen Faltohrkatze
Die Erkrankung ist eine genetisch bedingte Veränderung der Knochen („osteo“) und Knorpel („chondro“), die in dieser Form als Fehlbildung (Dysplasie) auftritt. Die Schädigung des Knorpelgewebes, die an den geknickten Ohren einfach erkennbar ist, betrifft das gesamte Knorpelgewebe des Körpers. Sie führt zu einem schweren, unheilbaren Leidensprozess für die Katze.
Als Symptome weisen erkrankte Katzen schmerzhafte Knochendeformationen auf, die zu einer starken Verdickung der unteren Extremitäten führen können sowie zu einem ebenfalls verdickten, nicht mehr biegsamen, brettartigen Schwanz. Die Tiere werden aufgrund der Schmerzen unwillig, sich zu bewegen oder gar zu springen. Tun sie es doch, fallen Lahmheit, ein eigenartiger steifer Gang und geschwollene Gelenke auf. In besonders schweren Fällen vermeidet die Katze jede Form der Fortbewegung. Auf Berührung reagiert sie oft aggressiv.
Die Diagnose erfolgt radiologisch durch Knochenszintigraphie, MRT und Spiral-CT der betroffenen Körperteile. Mittels Röntgen können erste Veränderungen bei homozygoten Katzen ab dem Alter von 7 Wochen identifiziert werden, bei heterozygoten Katzen ab dem 6. Lebensmonat. Seit 2016 existiert ein Gentest für die sichere Identifizierung von Merkmalsträgern.
Die Genetik des Defektes wurde 2016 geklärt. Dieser ist durch eine Substitutionsmutation im TRPV4-Gen (transient receptor potential cation channel, subfamily V, member 4) entstanden. Dieses Gen wird autosomal-dominant vererbt, kodiert für einen kalziumdurchlässigen Ionenkanal, und wird in Form verschiedener Gewebe exprimiert, unter anderem Chondrozyten, Osteoblasten und Osteoklasten. Die korrekte TRPV4-Genaktivität ist wichtig für die Zelldifferenzierung und die Gewebehomöostase. Mutationen in diesem Gen wurden auch beim Menschen mit verschiedenen menschlichen Skelettdysplasien in Zusammenhang gebracht.

### Qualzucht
Ein Gutachten im Auftrag des Bundesministeriums für Ernährung und Landwirtschaft zur Auslegung von § 11b des Tierschutzgesetzes (Verbot von Qualzüchtungen) empfiehlt das Verbot der Zucht, was sich dezidiert auch auf mischerbige, also heterozygote Tiere bezieht.
Der Landtag Rheinland-Pfalz teilt diese Auffassung in seinem Tierschutzbericht 2014/15 ebenso wie das Ministerium für Landwirtschaft und Umwelt Mecklenburg-Vorpommern in seiner Stellungnahme 2017. Das Verwaltungsgericht Ansbach bestätigte 2020 die Einschätzung des zuständigen Veterinäramtes, das die Zucht von Scottish Fold als Qualzucht untersagte.
Auch die Bundestierärztekammer – Arbeitsgemeinschaft der deutschen Tierärztekammern e. V. – warnt in ihrem Flyer „Kulleraugen und Faltohren: Nicht süß, sondern gequält!“ mit dem Hinweis: „Gefaltete Ohrmuscheln entzünden sich oft. Vorsicht: Viele Faltohrenkatzen müssen frühzeitig wegen einer mit dieser Ohrmissbildung verbundenen Skelettmissbildung eingeschläfert werden!“
Eine Umfrage der Landes-Tierärztekammer Wien unter den niedergelassenen Tierärzten in Wien versuchte im Jahr 2020 herauszufinden, ob die Rasse Scottish Fold überhaupt ein Thema sei, und ob es rassespezifische gesundheitliche Probleme gebe. Bei der Hälfte der rückgemeldeten Fälle wurde über zum Teil massive Erkrankungen berichtet. Eine Ordination betreute jedoch über 10 Tiere, die keine medizinischen Probleme aufwiesen.
In einer großen retrospektiven australischen Studie wurden über 30000 Patienakten aus Tierkliniken nach speziellen Schlüsselwörtern durchsucht. Hierbei suchte man nach dem Auftreten von OCD in Scottish Fold Katzen. Von 1131 Scottish Folds wurde nur 12 mit OCD diagnostiziert (1,1 %) und 5,7 % waren OCD verdächtig. Diese sehr geringe Prävalenz spricht gegen die oft geäußerte Annahme, dass „alle“ Faltohrkatzen OCD bekommen. Auch wenn vielleicht einige Fälle übersehen wurden (Tippfehler, falsche Patienteneinträge), ist diese Annahme unhaltbar. Die Autoren geben zudem an, dass Publikationen zu den Faltohrkatzen einem Bias unterliegen, da natürlich nur schwere Fälle veröffentlicht wurden. Diese Überrepräsentation der Krankheit führte auch zu einer falschen Wahrnehmung, die erst durch die Studie von Rorden et al. teilweise entkräftet wurde, in der Radiologen Faltohrkatzen verblindet untersuchten und die Symptome weniger schwer fanden als in früheren Publikationen angegeben.
In einer Studie von Sartore et al., in der Faltohrkatzen genetisch analysiert wurden und nur eine spezifische Genvariante (c.1024G>T) untersucht wurde, fand man, dass nur 1 von 12 Katzen Zeichen von OCD zeigten. Die Autoren mutmaßen, dass nicht nur diese Mutation im TRPV4 Gen für die Ausbildung von OCD verantwortlich sein dürfte.

## Scottish Fold Zucht in anderen Ländern
Die Zucht von Scottish Fold ist in mehreren Ländern und Regionen verboten, darunter die Niederlande, Österreich und Belgien (teilweise).
Im Vereinigten Königreich ist die Zucht und der Verkauf von Scottish Folds nicht untersagt und wird weiterhin geduldet.
In den USA ist die Rasse sehr beliebt und wird von Prominenten wie Taylor Swift oder Ed Sheeran gehalten.
Auch in Russland ist diese Rasse sehr populär und ist nicht von einem Zuchtverbot betroffen.